# Auxiliadora Borja Albiol
Auxiliadora Borja Albiol és degana de l'Il·lustre Col·legi d'Advocats de València i adjunta primera a la Presidència del Consell General de l'Advocacia Espanyola, així com consellera de la mateixa entitat. També ostenta els càrrecs de presidenta d'Unió Professional de València i de la Reial Acadèmia Valenciana de Jurisprudència i Legislación, a més de consellera del Consell Valencià de Col·legis d'Advocats.

## Biografia
Nascuda a València, va estudiar en el Col·legi Jesús María de la mateixa ciutat. Entre 1977 i 1982 es va llicenciar en Dret per la Universitat de València, especialitzant-se en Dret d'Empresa. També és diplomada per l'Escola Superior d'Estudis Empresariales de la Universitat de València.
En 1982 es va col·legiar en l'Il·lustre Col·legi d'Advocats de València, i des de 2008 ve formant part del seu òrgan de govern des de diferents llocs de responsabilitat. Actualment és la degana de l'ICAV.
Ha sigut docent en cursos relacionats amb les competències i habilitats en l'exercici de l'advocacia, i també ha participat com a ponent en jornades, tractant assumptes relacionats amb la seua especialitat.
És experta en Dret Laboral i Seguretat Social, Sindical i d'Empresa, camps en els quals ha desenvolupat labors d'assessorament integral. Amb amplis coneixements en administració de personal, negociació de convenis col·lectius sectorials i de grans empreses, mediació i solució de conflictes col·lectius, i actuacions davant les diferents administracions, òrgans judicials, i Tribunals Arbitrals.

## Trajectòria
És Sòcia-Directora del grup Borja-Astecofis, bufet d'advocats situat a València i fundat en 1960, des d'on dirigeix l'àrea Laboral i de Recursos Humans. Activitat que compagina amb el seu càrrec de degana de l'Il·lustre Col·legi d'Advocats de Valencia.
Ha sigut secretària del Patronat de la Fundació del València Club de Futbol des de l'any 2013 fins a finals de 2014, i membre del Consell d'Administració del València CF, càrrec del qual dimiteix en 2018, per a presentar-se a degana en les eleccions del Col·legi d'Advocats de Valencia.
És vocal en la Confederació Empresarial de la Comunitat Valenciana (CEV), a València.
Des de finals de 2018 ostenta el càrrec de presidenta d'Unió Professional de València, entitat que agrupa 41 col·legis professionals de la província de València i més de 90.000 col·legiats i col·legiades.

## Il·lustre Col·legi d'Advocats de València
Forma part de la Junta de Govern de l'Il·lustre Col·legi d'Advocats de València des de l'any 2008 en què va ser diputada 4a de la Junta. Des d'aquest lloc, va passar a ocupar el càrrec de secretària, en les següents eleccions celebrades en 2013.
Al gener de 2019 pren possessió del seu càrrec com a primera degana de l'ICAV en 260 anys de historia, substituint al fins llavors degà de la institució, Rafael Bonmatí.
És adjunta primera a la Presidència del Consell General de l'Advocacia Espanyola i consellera de la mateixa entitat. Així mateix, és consellera del Consell Valencià de Col·legis d'Advocats. Aquesta última, l'entitat que conjumina els huit col·legis d'advocats de la Comunitat Valenciana.